# Alain De Vuyst
Alain De Vuyst (Brakel, 14 maart 1960) is een Belgisch voormalig professioneel wielrenner.

## Belangrijkste overwinningen
1983
- 4e etappe Ronde van Luik

1984
- Clásica Alcobendas